# 生駒勘七
生駒 勘七（いこま かんしち、1919年5月13日 - 1987年5月16日）は日本の郷土史家、教育者。

## 経歴
長野県西筑摩郡福島町（現木曽町）生まれ。法政大学卒業。1941年に代用教員となり、1949年から木曽郡各地の小学校で教諭を務める傍ら、木曽谷の近世史や民俗学について広範な研究活動を展開し、一志茂樹らと木曽の中山道宿駅の調査にあたり、木曽馬や木曽の山林、御嶽山等に関する研究に従事する。また「木曽福島町史」や「三岳村誌」の編纂に当たる。
1963年に郷土文化研究会を設立して会長となり、会誌「木曽」を創刊。また木曽福島郷土館の建設に尽力し、同町文化財審議委員会委員長を務めた。1975年中日教育賞受賞。

## 編著
- 「御嶽の歴史 木曽御嶽本教立教二十周年記念出版」木曽御嶽本教 1966
- 「木曽のでんせつ 」千村書店 1974
- 「木曽の御岳 御岳ガイド」信濃路 1974
- 「木曽の庶民生活 風土と民俗」 国書刊行会 1975
- 「写真集 明治大正昭和 木曽路 (ふるさとの想い出)」国書刊行会 1978
- 「中山道木曽十一宿 その歴史と文化」郷土出版社 1980
- 「図説・木曽の歴史」郷土出版社 1982
- 「御岳の信仰と登山の歴史」第一法規 1988
- 「神の山御岳 写真文集」日本文化社 1993